# Estádio do Mar
Das Estádio do Mar steht in der portugiesischen Stadt Matosinhos im Distrikt Porto, Região Norte. Das Stadion wurde am 1. Januar 1964 eröffnet, hat 9821 Plätze und wird vorwiegend für Fußball genutzt. Im Eröffnungsspiel standen sich Leixões SC und Benfica Lissabon gegenüber, das Benfica mit 4:0 gewann. Die Arena wurde 2007 renoviert. Haupt- wie Gegentribüne sind überdacht. Während die Kurve links der Haupttribüne mit Sitzplätzen ausgestattet ist, sind in der Kurve rechts Parkplätze angelegt. Hinter der Haupttribüne liegt ein weiterer Parkplatz und um das Stadion sind drei Trainingsplätze vorhanden.